# پاشلک جزیره آنتیپود
پاشلک جزیره آنتیپود (نام علمی: Coenocorypha aucklandica meinertzhagenae) نام یک زیرگونه از تیره آبچلیک است.